# لورنس هوتون
لورنس هوتون (بالإنجليزية: Laurence Hutton)‏ هو كاتب أمريكي، ولد في 1843 في نيويورك في الولايات المتحدة، وتوفي في 1904.